# Michail Alexandrowitsch Pawlow

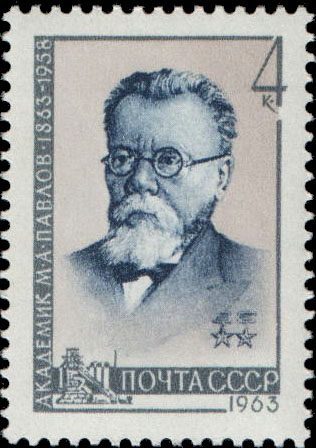
Michail Alexandrowitsch Pawlow (Briefmarke der Post der UdSSR 1963)

Michail Alexandrowitsch Pawlow (russisch Михаил Александрович Павлов; * 9. Januarjul. / 21. Januar 1863greg. im Rayon Lenkoran des Gouvernements Baku; † 10. Januar 1958 in Moskau) war ein russischer Metallurg und Hochschullehrer.

## Leben
Pawlow verlor früh seine Eltern und wuchs bei seinem Großvater auf, einem Donkosaken, der an der persischen Grenze diente. Pawlow besuchte die Schule in Lenkoran und ab 1874 das Realgymnasium in Baku mit Abschluss 1880.
Pawlow studierte am St. Petersburger Bergbauinstitut mit Abschluss 1885 und arbeitete dann als Ingenieur in Hüttenwerken des Wjatka-Bergkreises. In den ersten Jahren sanierte er Hochöfen und Puddelöfen im Klimkow-Werk und anderen Werken. Als erster in Russland untersuchte er theoretisch die Hochofenprozesse und insbesondere die Wärmebilanz im mit Holzkohle betriebenen Hochofen. Während seiner Arbeit im Sulin-Werk (1896–1900) führte er den Betrieb des Hochofens mit Anthrazitkohle ein und optimierte ihn.
1900 wurde Pawlow Dozent an der neuen Bergbauhochschule in Jekaterinoslaw und leitete den Roheisenlehrstuhl. 1904 wurde er Professor am St. Petersburger Polytechnischen Institut (bis 1941). Schüler Pawlows waren Wladimir Gulyga und Michail Pilnik.
Nach der Oktoberrevolution war Pawlow zusätzlich Professor an der Moskauer Bergbauakademie (1921–1930) und am Moskauer Stahlinstitut (MISiS entsprechend Moskauer Stalin-Institut für Stahl, dann Moskauer Institut für Stahl und Legierungen (russ. Splawy)) (1930–1941). 1927 wurde er Korrespondierendes Mitglied der Akademie der Wissenschaften der UdSSR (AN-SSSR) und 1932 Vollmitglied. Er arbeitete in Fachzeitschriften mit und gab seit 1910 das Journal der russischen metallurgischen Gesellschaft heraus. Er wirkte weiter an der Verbesserung des Hochofenprozesses mit und an der Modernisierung der Stahlindustrie. Er untersuchte auch die Möglichkeiten für die Verwendung unterschiedlicher Erze im Hochofen und den Einsatz von Torf.
1939 wurde Pawlow in dem neuen Moskauer Institut für Metallurgie Leiter der Abteilung Stahlmetallurgie. Während des Deutsch-Sowjetischen Krieges wirkte er an der Steigerung der Stahlproduktion mit.
Pawlow wurde auf dem Moskauer Wwedenskoje-Friedhof begraben. Sein Sohn Igor Michailowitsch Pawlow (1900–1985) wurde wie sein Vater Metallurg. Pawlows Tochter Nina Michailowna Pawlowa (1897–1973) wurde Doktorin der Biologie und schrieb Kinderliteratur.

## Ehrungen
- Orden des Roten Banners der Arbeit (1938)
- Stalinpreis (1943, 1947)
- Medaille „Für heldenmütige Arbeit im Großen Vaterländischen Krieg 1941–1945“
- Held der sozialistischen Arbeit (1945)
- Leninorden (1943, 1944, 1945, 1953)